# Angluzelles-et-Courcelles
Angluzelles-et-Courcelles är en kommun i departementet Marne i regionen Grand Est (tidigare regionen Champagne-Ardenne) i nordöstra Frankrike. Kommunen ligger i kantonen Fère-Champenoise som tillhör arrondissementet Épernay. År 2022 hade Angluzelles-et-Courcelles 143 invånare.

## Befolkningsutveckling
Antalet invånare i kommunen Angluzelles-et-Courcelles
| Referens: INSEE |